# 江左尚白
江左 尚白（えさ しょうはく、慶安3年（1650年） - 享保7年7月1日（1722年8月12日））は、江戸時代前期から中期の医師・俳人、近江蕉門。字は三益、別に木翁・芳斎と号す。伊勢国に生まれ、早くに近江国大津に住む。

## 生涯
慶安3年（1650年）母の里である伊勢朝熊に生まれ、早くに父祖の地である近江に移る。幼名を虎助、後に大吉と言う。 大津枡屋町（現大津市浜大津2丁目）に住み、父祖代々の医業を営む。謡曲や囲碁、茶道にも通じた才人であったと伝えられている。
俳諧は、当初貞門派の安原貞室等に習うが、蕉風を慕い親友である三上千那・僧青亜と同じく貞享2年（1685年）「野ざらし紀行」の旅で大津を訪れた松尾芭蕉に会いその場で入門した。元禄元年（1688年）には芭蕉は大津を訪れ、尚白邸で俳諧興行を行った。近江蕉門の古老として活躍し、水田正秀、森川許六、濱田洒堂、河合乙州等は尚白に師事した後、または尚白を介して芭蕉に入門した。後に師である芭蕉と対立し離脱するが、多くの優秀な俳人を蕉門に親しみさせ近江蕉門隆盛に尽くした功績は大きい。元禄7年（1694年）芭蕉死去に際しては「しけ絹に 紙子取なふ 御影かな」の悼句を詠み、以後師匠を偲びひたむきに俳諧の道を歩んだと伝えられている。

## 著作
句集 忘梅
この書の出版を巡り芭蕉との師弟関係が崩壊した。芭蕉からの千那宛書簡（元禄4年9月28日）は関係崩壊の過程を示す貴重な書簡である。「忘梅」に千那が書いた序文について芭蕉が朱を入れたことで確執が生じたことに端を発した。これ以後、芭蕉と、千那や尚白との文通は残っていない。大津蕉門には、森川許六・河合乙州・菅沼曲水・高橋怒誰等の次世代門弟と、初代門弟との間には何時しかそよそよした隙間風が吹くようになっていった。芭蕉の尚白に対する憎悪は許六宛書簡（元禄6年5月4日）「尚白ごとき」と記され垣間見える。
弧松
貞享4年（1687年）刊の俳諧撰集。発句約2500を収載。作者は計300人余にわたり、近江・伊勢・金沢の者が多い。小杉一笑や河合乙州の句が大量に入集している。
夏衣

## 代表句
鶯や 雑煮過ての 里つヾき
おさな子や ひとり食くふ 秋の暮
北はまだ 雪であらうぞ 春のかり
こがらしや 里の子覗く 神輿部屋
頃日の 肌着身に付く 卯月哉
この比は 小粒になりぬ 五月雨
菜畠や 二葉の中の 虫の聲
一枝は おらぬもわろし 山ざくら　　　　
時鳥 けふにかぎりて 誰もなし
みちばたに 多賀の鳥井の 寒さ哉　　　　　
山里に 喰ものしゐる 花見かな